# Finally Rich
Finally Rich — дебютний студійний альбом американського репера Chief Keef, виданий лейблами Interscope Records та Glory Boyz Entertainment 18 грудня 2012 р.
Спочатку виконавець планував випустити реліз мікстейпом, проте згодом плани змінилися. Спочатку вихід альбому призначили на 27 листопада 2012 року, проте згодом його перенесли на 18 грудня.
Дебютував на 29-ій сходинці чарту Billboard 200 з вислідом у 50 тис. проданих копій за перший тиждень. Станом на 27 березня 2013 реліз розійшовся накладом у 152 тис. 14 листопада 2015 вийшов третій студійний альбом Young Chop Finally Rich Too й мікстейп Кіфа Finally Rollin 2.

## Сингли
«I Don't Like» видали на iTunes 24 липня 2012 р. Окремок посів 73-тю позицію Billboard Hot 100, 20-те місце чарту Hot R&B/Hip-Hop Songs та 15-ту сходинку Hot Rap Songs. 12 березня вийшов мікстейп Back from the Dead, куди увійшов трек. Її офіційний ремікс з участю Каньє Веста, Pusha T, Big Sean та Jadakiss (оприлюднений 1 травня) потрапив до компіляції Cruel Summer.
18 жовтня «Love Sosa» випустили другим синглом. На «3Hunna», «I Don't Like», «Love Sosa», «Ballin'», «Citgo» та «Kobe» існують відеокліпи.

## Відгуки
Spin присвоїв платівці 14-ту сходинку рейтингу «40 найкращих хіп-хоп альбомів 2013». «Citgo» потрапив на 56-те місце рейтингу «Топ-100 треків 2013» за версією Pitchfork. Вони ж помістили платівку на 82-гу сходинку «100 найкращих альбомів 2010-14 років».

## Список пісень
| #   | Назва                                                | Автор                                                  | Продюсер(и)                       | Тривалість |
| --- | ---------------------------------------------------- | ------------------------------------------------------ | --------------------------------- | ---------- |
| 1.  | «Love Sosa»                                          | Кейт Козарт, Тайрі Піттмен                             | Young Chop                        | 4:06       |
| 2.  | «Hallelujah»                                         | Козарт, Піттмен                                        | Young Chop                        | 3:02       |
| 3.  | «I Don't Like» (з участю Lil Reese)                  | Козарт, Таварес Тейлор, Піттмен                        | Young Chop                        | 4:53       |
| 4.  | «No Tomorrow»                                        | Козарт, Майкл Вільямс, Ашетон Гоґан                    | Mike WiLL Made It; A+ (співпрод.) | 3:10       |
| 5.  | «Hate Bein' Sober» (з участю 50 Cent та Wiz Khalifa) | Козарт, Піттмен, Conner, Кертіс Джексон, Камерон Томаз | Young Chop, Dougie                | 4:40       |
| 6.  | «Kay Kay»                                            | Козарт, Кевін Еронду                                   | K.E. on the Track                 | 3:07       |
| 7.  | «Laughin' to the Bank»                               | Козарт, Б. Сам                                         | YGOnDaBeat                        | 3:47       |
| 8.  | «Diamonds» (з участю French Montana)                 | Козарт, Піттмен, Карім Харбауч                         | Young Chop                        | 3:05       |
| 9.  | «Ballin'»                                            | Козарт, Калік Лоуренс                                  | Leek-E-Leek                       | 3:38       |
| 10. | «Understand Me» (з участю Young Jeezy)               | Козарт, Карл Діксон, Джей Дженкінс                     | Casa Di                           | 4:04       |
| 11. | «3Hunna» (з участю Rick Ross)                        | Козарт, Піттмен, Вільям Робертс                        | Young Chop                        | 3:34       |
| 12. | «Finally Rich»                                       | Козарт, Піттмен                                        | Young Chop                        | 4:08       |

| Бонус-треки делюкс-видання | Бонус-треки делюкс-видання | Бонус-треки делюкс-видання | Бонус-треки делюкс-видання | Бонус-треки делюкс-видання |
| #                          | Назва                      | Автор                      | Продюсер(и)                | Тривалість                 |
| -------------------------- | -------------------------- | -------------------------- | -------------------------- | -------------------------- |
| 13.                        | «Citgo»                    | Козарт, Равісу Соб'єрай    | Young Ravisu               | 3:13                       |
| 14.                        | «Kobe»                     | Козарт, Піттмен            | Young Chop                 | 3:31                       |
| 15.                        | «Got Them Bands»           | Козарт, Сам                | YGOnDaBeat                 | 3:24                       |
| 55:24                      |                            |                            |                            |                            |

| Бонус-трек на iTunes | Бонус-трек на iTunes                                  | Бонус-трек на iTunes | Бонус-трек на iTunes |
| #                    | Назва                                                 | Продюсер             | Тривалість           |
| -------------------- | ----------------------------------------------------- | -------------------- | -------------------- |
| 16.                  | «Don't Make No Sense» (з участю Master P та Fat Trel) | Lil Keis             | 4:18                 |
| 59:40                |                                                       |                      |                      |

| Бонус-треки делюкс-видання у Best Buy | Бонус-треки делюкс-видання у Best Buy | Бонус-треки делюкс-видання у Best Buy | Бонус-треки делюкс-видання у Best Buy | Бонус-треки делюкс-видання у Best Buy |
| #                                     | Назва                                 | Автор                                 | Продюсер(и)                           | Тривалість                            |
| ------------------------------------- | ------------------------------------- | ------------------------------------- | ------------------------------------- | ------------------------------------- |
| 16.                                   | «Savage»                              | Козарт, Бернард Россер, Брендон Реклі | Nard & B                              | 3:02                                  |
| 17.                                   | «Don't Know Dem»                      | Козарт, Піттмен                       | Young Chop                            | 3:35                                  |
| 62:07                                 |                                       |                                       |                                       |                                       |

| Бонус-треки повного видання | Бонус-треки повного видання    | Бонус-треки повного видання | Бонус-треки повного видання |
| #                           | Назва                          | Продюсер(и)                 | Тривалість                  |
| --------------------------- | ------------------------------ | --------------------------- | --------------------------- |
| 16.                         | «Bang Bang (Intro)»            | Leek-e-Leek                 | 3:35                        |
| 17.                         | «OB4L»                         | YGOnDaBeat                  | 4:37                        |
| 18.                         | «Rider» (з участю Wiz Khalifa) | Young Chop, 12Hunna         | 3:33                        |
| 19.                         | «Spread da Word»               | Young Chop                  | 3:06                        |
| 20.                         | «Kush with Them Beans»         | Kwony Cash                  | 2:52                        |
| 21.                         | «It Ain’t My Fault»            | Metro Boomin                | 3:15                        |
| 22.                         | «Squad»                        | El Shabazz                  | 4:41                        |
| 81:07                       |                                |                             |                             |

## Учасники
- Ровон Пі Меньюел, Ларрі Джексон — виконавчі продюсери
- Young Chop — виконавчий продюсер, звукорежисер
- Джеймс Гант, Алекс Ортіз — звукорежисери
- Кріс Чейні — звукорежисер, зведення
- Кевін «KD» Девіс — зведення
- Кріс Беллман — мастеринг
- Рей Альба — аґент з паблісіті
- Наталі Бешарат, Аліша Ґрехем — A&R
- Джефф Форні, Деніел Ши — фотографи
- Стефані Гсу — креативний директор
- Джастін Масса — креативний координатор
- Тіффані Джонсон — маркетинг
- Майк Снодґресс — координатор відділу маркетингу
- Піда Пен — менеджмент
- Вілл Реґленд — артдиректор, дизайн

## Чартові позиції
| Чарт (2012)                            | Найвища позиція |
| -------------------------------------- | --------------- |
| США Billboard 200                      | 29              |
| США Top R&B/Hip-Hop Albums (Billboard) | 5               |
| США Top Rap Albums (Billboard)         | 2               |

| Чарт (2013)                           | Позиція |
| ------------------------------------- | ------- |
| US Billboard 200                      | 154     |
| US Top R&B/Hip-Hop Albums (Billboard) | 27      |

## Сертифікації
| Регіон                                                      | Сертифікація | Продажі   |
| ----------------------------------------------------------- | ------------ | --------- |
| США (RIAA)                                                  | Платиновий   | 1 000 000 |
| продажі+прослуховування, що базуються лише на сертифікаціях |              |           |